# زوار (شاعر)

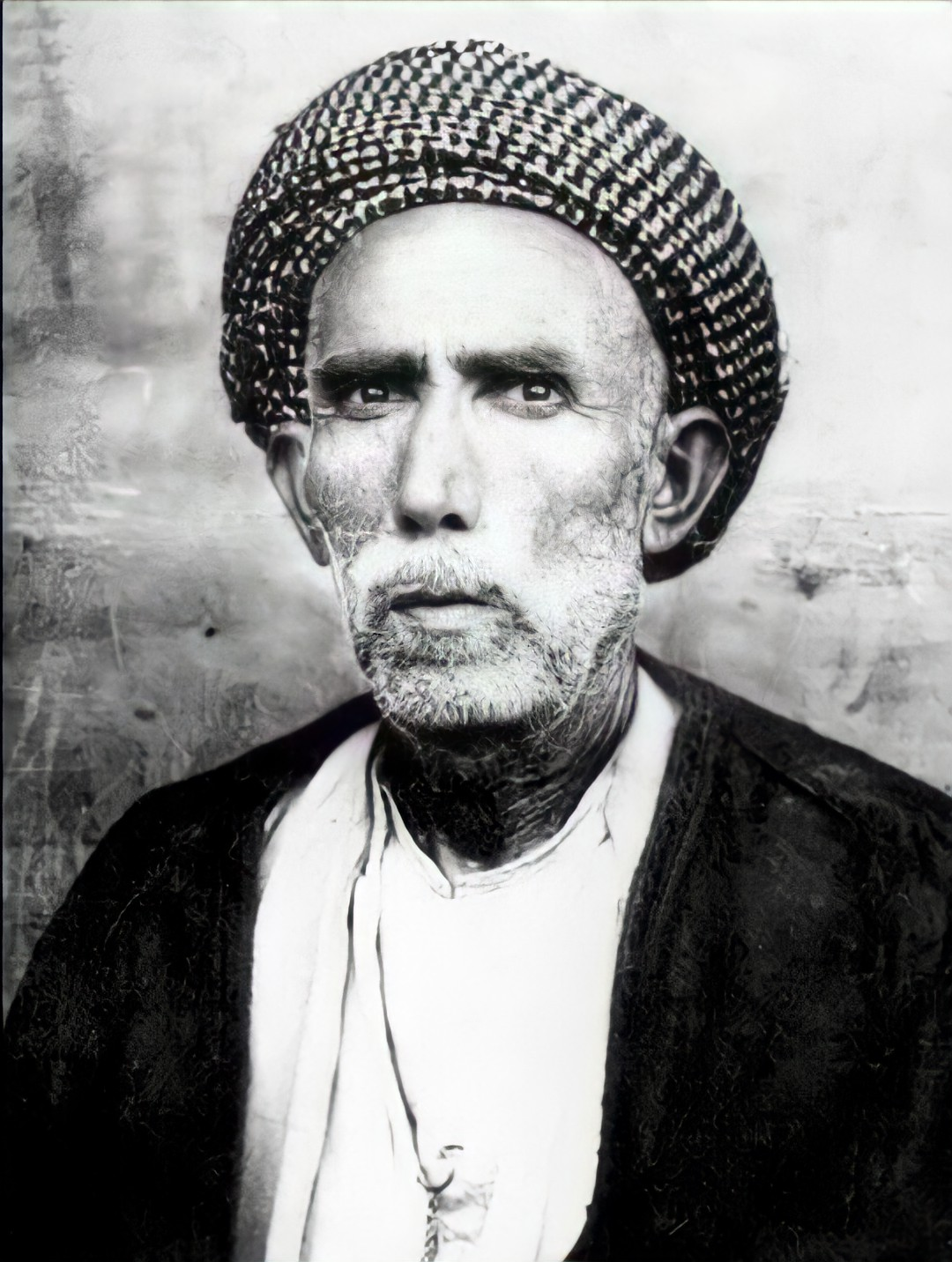
زوار

فائق عبد الله محمدي أفندي مالا رسول أو زوار (باللغة الكردية: زێوەر )، (1875 - 10 نوفمبر 1948)، كان شاعرًا وكاتبًا كرديًا . وُلِد زِوار في حي كانيسكان بمدينة السليمانية في العراق.